# Devil May Cry (videojuego)
Devil May Cry (デビル メイ クライ Debiru Mei Kurai?, comúnmente abreviado como DMC) es un videojuego de acción y aventura hack and slash de 2001 desarrollado y publicado por Capcom. Lanzado de agosto a diciembre, originalmente para PlayStation 2, es la primera entrega de la serie Devil May Cry. Ambientada en los tiempos modernos en la ficticia Isla Mallet, la historia se centra en Dante, un cazador de demonios que usa su negocio para llevar a cabo una vendetta de por vida contra todos los demonios. Conoce a una mujer llamada Trish que lo lleva en un viaje para derrotar al señor demonio Mundus, quien es responsable de las muertes del hermano y la madre de Dante. La historia se cuenta principalmente a través de una mezcla de escenas, que utilizan el motor del juego y varios videos de movimiento completo pre-renderizados. El juego está basado muy libremente en el poema italiano Divina Comedia por el uso de alusiones, incluido el protagonista del juego, Dante (llamado así por Dante Alighieri) y otros personajes como Trish (Beatrice Portinari) y Vergil (Virgilio).
El juego fue concebido originalmente por los desarrolladores de Capcom como Resident Evil 4. Debido a que el personal sintió que no encajaría con la franquicia Resident Evil, el proyecto se convirtió en su propio título. Varios elementos de la jugabilidad también se inspiraron en un error encontrado en Onimusha: Warlords. Devil May Cry recibió una gran cobertura en los medios de videojuegos debido a su impacto en el género de acción y aventura, su alta dificultad y las altas puntuaciones generales que le otorgaron los críticos profesionales. El juego ha vendido más de tres millones de copias, ha generado múltiples secuelas y una precuela, y está considerado como uno de los mejores videojuegos jamás creados.

## Sistema de juego
El juego consiste en superar los niveles denominados "misiones", donde el jugador debe luchar contra numerosos enemigos, realizar tareas de plataformas y, en ocasiones, resolver "puzzles" para avanzar a través de la historia. El rendimiento del jugador en cada misión se clasifica en los grados SSS, SS, S, A, B, C, o D, con un grado superior de S. Las notas se basan en el tiempo necesario para completar la misión, la cantidad de orbes rojos reunidos (moneda del juego obtenida de enemigos derrotados), que ss "Stylish" fue el combate, ítems utilizados, y daño recibido.
El Stylish de combate se define como la realización de una serie ininterrumpida de ataques, evitando al mismo tiempo los daños. Mientras más largo sea el combo conectado, mayor será el nivel mostrado en el indicador. El indicador comienza con "Dull"; seguido de "Cool", "Bravo" y "Awesome", finalizando con "Stylish". El indicador de estilo es similares a la calificación que se obtiene al final de las misiones. Cuando el personaje recibe daño, el indicador de estilo regresa a "Dull". Los jugadores también pueden mantener el grado del estilo utilizando la burla con enemigos a corta distancia.[8] Esta mecánica de combate se mantiene en la mayoría del juego, teniendo tres excepciones. La primera es un área submarina en primera persona, donde el jugador lucha con enemigos utilizando una pistola de arpones. La segunda, es durante el último jefe del juego, el sistema de juego cambia a un shooter sobre rieles (como RE:Umbrella Chronicles), y la última, es similar a un shooter sobre rieles que es utilizado en el escape de la isla.
El jugador se puede transformar temporalmente en un poderoso demonio utilizando la habilidad "Devil Trigger". Al activarlo se añaden poderes basados en las armas equipadas y cambia la apariencia del personaje. Las transformaciones suelen aumentar la fortaleza y la defensa, lentamente restablecen la salud, y se otorgan ataques especiales. Se rige por la barra de "Devil Trigger", la cual se agota al utilizar esta habilidad, y se llena atacando enemigos, recibiendo daños y utilizando la burla en la forma normal del personajes.
Devil May Cry contiene rompecabezas y otros desafíos además del combate usual. En la historia a menudo se requiere que el jugador encuentre items especiales para avanzar, de manera similar a los rompecabezas de los juegos Resident Evil, donde se puede explorar para encontrar escondites ocultos de "orbs". Hay misiones, llamadas "misiones secretas" en el juego, que se encuentran ocultas o fuera de las zonas que el jugador recorre y no requieren ser completadas, y para acceder a ellas normalmente hay que examinar un objeto o ir a un lugar en determinado momento del juego. Las recompensas para estos puzles y desafíos opcionales son diferentes tipos de orbes que entregan bonus como comprar power-ups (orbes rojos), aumentar el nivel del Devil Trigger (orbes púrpura) o extender la cantidad total de vitalidad (orbes azules). Con las misiones secretas se es recompensado con un fragmento de orb azul, los cuales también encuentras ocultos a lo largo del juego. Cuando reúnes 4 trozos formas un orb azul completo, que es tu barra de vitalidad (también se pueden comprar orbs azules completos en las "estatuas de divinidad".)

## Historia
Devil May Cry empieza con Dante siendo atacado en su oficina por una misteriosa mujer llamada Trish. Él la impresiona por su resistencia sobrehumana y le dice que es un cazador de demonios para encontrar a los asesinos de su madre y hermano. Ella dice que el ataque fue una prueba, y que el demonio emperador Mundus, a quien el padre de Dante selló en el Inframundo hace 2000 años y responsable de la muerte de su familia, está planeando regresar. La escena salta a su llegada a un inmenso castillo, después de lo cual abruptamente Trish hace un salto y desaparece pasando por un alto muro.
Dante explora el castillo y encuentra la existencia de enemigos, marionetas demoníacas. También encuentra una espada llamada Alastor, y el primer jefe, una gigantesca araña/escorpión demonio llamado Phantom. Dante gana la batalla, pero en lo que se convierte en un tema recurrente, el derrotado jefe reaparece poco después en un pasillo, lo que lo obliga a elegir una puerta o luchar en los apretados confines. Después de más de exploración y combates, Dante tropieza con un demonio llamado Nelo Angelo que impresiona a Dante por su confianza. Nelo Angelo gana esta batalla, pero en el momento que iba a rematarlo, huye al ver la mitad del amuleto que Dante lleva. Este demonio ataca dos veces más en otras misiones, y finalmente se pone de manifiesto que es el hermano gemelo de Dante, Vergil, manipulado y corrompido por Mundus. Después de la derrota final, su amuleto se une con la mitad de su hermano, y la "Force Edge" -Filo de Fuerza- (la espada con la que comienza) cambia a su verdadera forma y se convierte en la poderosa espada Sparda.
Cuando se vuelven a reunir Dante y Trish, ella le traiciona y revela que también está trabajando para Mundus, y que es su creación, hecha a semejanza de la madre de Dante. Pero cuando su vida está en peligro, Dante elige salvarla. Sin embargo, al hacerlo le advierte de que se aleje de él y si la ayudó fue solo por su parecido con su madre. Sin embargo, cuando finalmente se enfrenta a Mundus, Dante se ve abrumado por el increíble poder de este, y en el último momento Trish le salva de un poderoso ataque. Esto desencadena el verdadero poder de Dante, tomando la forma de Sparda. Dante y Mundus se enfrentan en otro plano de existencia.
Dante acaba victorioso, y deja el amuleto y la espada con el cuerpo inmóvil de Trish antes de partir. Pero Mundus desafía a Dante por última vez mostrando una forma amorfa con tres ojos gigantes, tratando de llegar al mundo humano de nuevo. Dante lucha, pero no puede pelear con la deformidad de Mundus. Finalmente Trish regresa y le presta a Dante su poder. Dante consigue esta vez derrotar a Mundus, quien promete volver. Cuando Trish intenta disculparse ella comienza a llorar, y Dante le dice que significa que se ha convertido en humano y no sólo en un demonio, porque “los demonios nunca lloran”. Dante y Trish escapan en un avión con el hundimiento de la isla. Después de los créditos, se puso de manifiesto que Dante y Trish están trabajando juntos como socios, y han pasado a denominarse el local "Devil Never Cry".

### Colección en HD
En enero de 2012 se anunció que Capcom Sacaría una Colección en Alta Definición Que Contaría con los 3 primeros Devil May Cry con Gráficos en Alta Definición para PlayStation 3 & Xbox 360. Cabe decir que en muchas de las copias de esta edición en HD, el audio, los subtítulos y las imágenes en cinemáticas estaban desincronizados. Eso hasta que salió para PC en enero de 2018, lo malo era la cámara desincronizada y los gráficos

### Trofeos
DMC4 Considerado el mejor juego en el año de su lanzamiento.

### Actualidad
En la actualidad DMC5, la esperada entrega tras el fallido reboot de Ninja Theory, promete ser el juego definitivo, situándose al final de la cronología sería este el último juego de la saga como su creador dijo. Es el proyecto más ambicioso pues en formato puro(sin dlc) se nos ofrecen 3 personajes jugables y el mayor catálogo armamentístico hasta la fecha.

## Recepción
La crítica de las páginas web dedicadas a videojuegos elogiaron a Devil May Cry por la innovación del sistema de juego, la acción, el ambiente gótico y el control de la cámara. Game Informer resumió su opinión diciendo que el juego "hace que Resident Evil parezca un lento zombi". Además, la puntuación media en Game Rankings, basada en 72 publicaciones, fue del 92.4 por ciento.
Pero el juego también fue objeto de crítica. Next Generation Magazine criticó los niveles de dificultad, preguntándose si era para prolongar el juego. Electric Playground remarcó el régimen del control inusual y la falta de opciones de configuración. GamSpy puntuó el comportamiento de la cámara, la curva de aprendizaje de los controles y las deficiencias gráficas, como parpadeo o jaggies. GameSpot criticó el cambio dramático de la jugabilidad a un juego de disparos en el clímax de la historia y la falta de una nivelación de la dificultad.